# Radicaal 51
Van de in totaal 214 Kangxi-radicalen heeft radicaal 51 de betekenis schild. Het is een van de eenendertig radicalen die bestaat uit drie strepen.
In het Kangxi-woordenboek zijn er negen karakters die dit radicaal gebruiken.

## Karakters met het radicaal 51

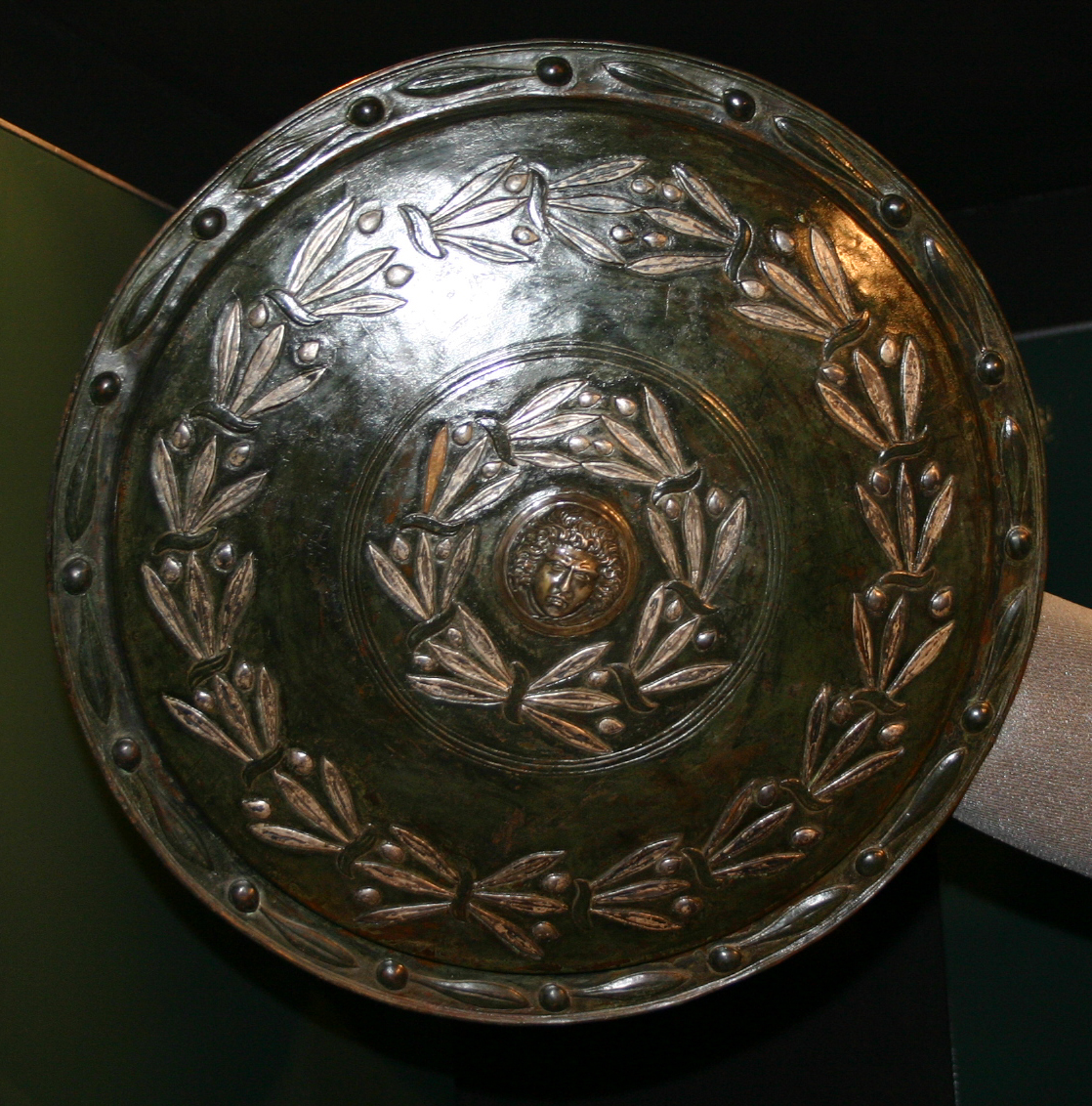
Wapenschild

| Strepen | Karakter |
| ------- | -------- |
| + 0     | 干       |
| + 2     | 平       |
| + 3     | 年 幵 并 |
| + 5     | 幷 幸    |
| + 10    | 幹       |

Bronskarakter
Groot zegelkarakter
Klein zegelkarakter